# 浅香航大
浅香 航大（あさか こうだい、1992年8月24日 - ）は、日本の俳優、元ジャニーズJr.。
神奈川県厚木市出身。トライストーン・エンタテイメント所属。

## 略歴
2008年まではジャニーズ事務所に所属し、ジャニーズJr.およびその中のユニット・J.J.Expressとして活動していた。
2011年7月、連続ドラマ『花ざかりの君たちへ〜イケメン☆パラダイス〜2011』で連続ドラマ初出演。
2014年、連続テレビ小説『マッサン』に鴨居英一郎役で出演。
2024年、それまで所属していたA-teamが4月1日に新規の芸能関係業務休業を発表。4月22日、トライストーン・エンタテイメントに所属したことが公式サイトで発表された。

## 人物
「こうだい」という名前は父親世代に流行っていたテレビドラマ『熱中時代』の水谷豊演じる“北野広大”からとられた。
3歳下の妹がいる。
趣味はピアノ、ギター、釣り、乗馬、登山。

## 出演

### テレビドラマ
- 花ざかりの君たちへ〜イケメン☆パラダイス〜2011（2011年7月10日 - 9月18日、フジテレビ） - 高槻昴 役
- 医師・円城寺修「杜の都の死刑囚」（2011年12月5日、TBS） - 松井俊介 役
- TOKYOエアポート〜東京空港管制保安部〜（2012年10月14日 - 12月23日、フジテレビ） - 飯田博之 役
- 白虎隊〜敗れざる者たち（2013年1月2日、テレビ東京） - 井深梶之助 役
- ビブリア古書堂の事件手帖 第2話（2013年1月21日、フジテレビ） - 西野 役
- 明日の光をつかめ -2013 夏-（2013年7月 - 8月、東海テレビ） - 佐々木仁 役
- 刑事のまなざし 第3話（2013年10月21日、TBS） - 有川大輝 役
- カノジョは嘘を愛しすぎてる サイドストーリー 〜ボクとカノジョが出会う前の物語〜 第7話（2013年12月19日、フジテレビ） - 矢崎哲平 役
- 恋文日和 第5話（2014年2月3日、日本テレビ） - 増村保志 役
- 連続ドラマW 平成猿蟹合戦図（2014年11月15日 - 12月20日、WOWOW） - 真島朋生 役
- 連続テレビ小説（NHK）
  - マッサン（2014年12月8日[5] - 2015年2月） - 鴨居英一郎 役
    - ザ・プレミアム・マッサン スピンオフ『すみれの家出〜かわいい子には旅をさせよ〜』（2015年4月25日、BSプレミアム） - 鴨居英一郎 役

  - ひよっこ（2017年4月 - 9月） - 坪内祐二 役[11]
    - ひよっこ2（2019年3月25日 - 28日）
- 残念な夫。 第4話（2015年2月4日、フジテレビ）
- 三匹のおっさん2 第8話（2015年6月12日、テレビ東京）
- 永遠のぼくら sea side blue（2015年6月24日、日本テレビ） - 芹沢亮 役[12]
- 警視庁強行犯 樋口顕「ビート」（2015年8月26日、テレビ東京） - 島崎英次 役
- 破裂 第1話 - 第4話（2015年10月10日 - 10月31日、NHK総合） - 瀬田昇 役
- ワカコ酒 Season2 第7話（2016年2月19日、BSジャパン） - 弘 役
- 恋の三陸 列車コンで行こう!（2016年2月27日 - 3月12日、NHK総合） - 支倉大輝 役
- 名探偵キャサリン「消えた相続人」（2016年3月20日、テレビ朝日） - 磯崎大輝 役[13]
- 福岡恋愛白書11 キミと見る景色（2016年3月26日、KBCテレビ） - 右田琢己 役
- 僕のヤバイ妻（2016年4月19日 - 6月14日、関西テレビ・フジテレビ系） - 矢吹豊 役[14]
- 奇跡の人（2016年4月24日 - 6月12日、NHK BSプレミアム） - 福地正 役
- 吉祥寺だけが住みたい街ですか?（2016年10月15日 - 12月24日、テレビ東京） - 勲男 役[15]
- メディカルチーム レディ・ダ・ヴィンチの診断 第2話（2016年10月18日、関西テレビ・フジテレビ系） - 南野和己 役
- コック警部の晩餐会 第3話（2016年11月3日、TBS） - 浅利翔平 役
- スクラップ・アンド・ビルド（2016年12月17日、NHK総合） - 大西大輔 役[16]
- 増山超能力師事務所（2017年1月5日 - 3月23日、読売テレビ・日本テレビ） - 高原篤志 役[17]
- 特命おばさん検事! 花村絢乃の事件ファイル5（2017年1月11日） - 郷原大輔 役
- 世にも奇妙な物語 ’17秋の特別編「運命探知機」（2017年10月14日、フジテレビ） - 楢島浩太 役[18]
- 今からあなたを脅迫します 第3話（2017年11月5日、日本テレビ） - 益子孝行 役[19]
- オー・マイ・ジャンプ! 〜少年ジャンプが地球を救う〜 第1話（2018年1月13日、テレビ東京） - 阿久課長 役[20]
- ドルメンX（2018年3月11日 - 4月1日、日本テレビ） - イチイ 役[21]
- 食い逃げキラー（2018年3月21日、WOWOW） - 吉田翔 役[22]
- 宮本から君へ 第5話 - 最終話（2018年5月5日 - 6月30日、テレビ東京） - 益戸景 役[23]
- デイジー・ラック（2018年4月20日 - 6月22日、NHK） - 清水浩太 役[24]
- バカボンのパパよりバカなパパ（2018年6月30日 - 7月28日、NHK総合） - 横井隆 役[25]
- グッド・ドクター（2018年7月 - 9月、フジテレビ） - 中島仁 役[26]
- 激レアさんを連れてきた。 ドラマシアター激アツ!! ヤンキーサッカー部（2018年9月21日・28日、テレビ朝日） - イシ 役[27]
- 月曜名作劇場 警視庁岡部班2（2018年11月12日、TBS） - 伊藤義男 役[28]
- 関西テレビ開局60周年特別ドラマ「BRIDGE はじまりは1995.1.17神戸」（2019年1月15日、関西テレビ） - 御手洗靖 役[29]
- ネット歌姫（2019年1月26日、NHK BSプレミアム） - 松尾徹 役[30]
- ひみつ×戦士 ファントミラージュ! 第2話（2019年4月14日、テレビ東京） - 寿握郎 役[31]
- あなたの番です（2019年4月14日 - 8月4日、日本テレビ） - 神谷将人 役[32]
  - 劇場版公開記念!「あなたの番です」完全新撮スペシャル!（2021年12月10日、日本テレビ）302手塚菜奈、手塚翔太編・402榎本早苗、榎本正志、榎本総一編・202黒島沙和、二階堂忍編・102児嶋佳世、児嶋俊明編・管理人 床島比呂志編 - 神谷将人 役
- 大富豪同心（2019年5月10日 - 7月12日、NHK BSプレミアム / 2019年10月5日 - 2020年1月11日、NHK総合） - 由利之丞 役
  - 大富豪同心スペシャル（2024年12月〈予定〉、NHK BSプレミアム4K）[33]
- 集団左遷!! 第5話（2019年5月19日、TBS） - マコト 役[34]
- べしゃり暮らし（2019年7月27日 - 9月14日、テレビ朝日） - 梵健太 役[35]
- 相棒 season18 第11話（2020年1月1日、テレビ朝日） - 蓮見誠司 役[36][37]
- 今夜はコの字で（2020年1月7日 - 3月24日、BSテレビ東京） - 主演・吉岡としのり 役（中村ゆりとW主演）[38]
  - 今夜はコの字で Season2（2022年4月9日 - 6月25日、BSテレビ東京）[39]
- 心の傷を癒すということ（2020年1月18日 - 2月8日、NHK総合） - 北林史也 役[40]
- 顔ヨガドラマ ムンクの叫びはビューティフル（2020年2月24日 - 27日、NHK総合） - ケンジ 役[41]
- 松本清張ドラマ「黒い画集〜証言〜」（2020年5月9日、NHK BSプレミアム） - 梅沢智久 役
- ディア・ペイシェント〜絆のカルテ〜（2020年7月17日 - 9月18日、NHK総合） - 金田直樹 役
- 30歳まで童貞だと魔法使いになれるらしい（2020年10月8日 - 12月24日、テレビ東京） - 柘植将人 役[42]
- そのご縁、お届けします-メルカリであったほんとの話- 第1話（2020年11月4日〔3日深夜〕、MBS） - 宮下寛 役[43]
- 君と世界が終わる日に Season1 第2話 - 最終話（2021年1月24日 - 3月21日、日本テレビ） - 桑田陸斗 役[44]
- リカ〜リバース〜（2021年3月20日 - 4月3日、東海テレビ・フジテレビ系） - 宗像忍 役[45]
- スイートリベンジ 第1話・第2話（2021年3月23日〔1話と2話を同日に連続放送[46]〕、フジテレビ） - コウイチ 役[47]
- コントが始まる 第2話・第5話・第9話（2021年4月24日・5月15日・6月12日、日本テレビ） - 小林勇馬 役[48]
- どうせもう逃げられない（2021年9月16日 - 11月12日、MBS） - 深澤馨 役[49]
- わげもん〜長崎通訳異聞〜（2022年1月8日 - 1月29日、NHK総合） - 大田清十郎 役[50]
- ムチャブリ! わたしが社長になるなんて 第3話（2022年1月26日、日本テレビ） - 加賀美 役[51]
- 村井の恋（2022年4月6日 - 5月25日、TBS） - 山門由希 役[52]
- 花嫁未満エスケープ（2022年4月8日 - 6月24日 、テレビ東京） - 深見一 役[53]
  - 花嫁未満エスケープ 完結編（2023年1月7日 - 28日、テレビ東京）[54]
- 特集ドラマ 昭和歌謡ミュージカル また逢う日まで（2022年4月30日、NHK BSプレミアム・BS4K） - 野比 役[55][56]
- 異世界居酒屋「のぶ」 Season2（2022年5月27日 - 7月29日、WOWOWプライム） - アルヌ・スネッフェルス 役[57]
- オクトー 〜感情捜査官 心野朱梨〜（2022年7月7日 - 9月8日、読売テレビ・日本テレビ） - 風早涼 役[58]
  - オクトー 〜感情捜査官 心野朱梨〜 Season2（2024年10月3日 - 12月12日、読売テレビ・日本テレビ）[59]
- 探偵ロマンス（2023年1月21日 - 2月11日、NHK総合） - ラッパ 役[60]
- 月読くんの禁断お夜食（2023年4月22日 - 6月17日、テレビ朝日） - 朝日奈大河 役[61]
- うちの弁護士は手がかかる 第10話・最終回（2023年12月15日・12月22日、フジテレビ） - 武藤慎一 役[62][63]
- 錦糸町パラダイス〜渋谷から一本〜（2024年7月13日 - 9月28日、テレビ東京） - 能光順 役[64]
- 三人夫婦（2025年4月9日 - 6月18日、TBS） - 主演・三津田拓三 役[65][66]

### バラエティ番組
- 明日へ特集「明日へつなげよう」（2016年3月12日、NHK）
- あいのり Asian journey SEASON2（2019年3月15日・4月12日・4月26日、フジテレビ）
- 土曜はナニする!?「イケドラ」（2022年6月4日・11日・18日・25日、関西テレビ）

### 映画
- 桐島、部活やめるってよ（2012年8月11日、ショウゲート） - 友弘 役
- 悪の教典（2012年11月10日、東宝） - 夏越雄一郎 役[67]
- 不安の種（2013年7月20日、是空）
- カノジョは嘘を愛しすぎてる（2013年12月14日、東宝） - 矢崎哲平 役[68]
- 零〜ゼロ〜（2014年9月26日、KADOKAWA） - 麻生崇 役
- 五つ星ツーリスト THE MOVIE 〜究極の京都旅、ご案内します!!〜（2015年3月27日、第7回沖縄国際映画祭上映作品） - 次郎 役
- 脳漿炸裂ガール（2015年7月25日、KADOKAWA） - 田篠珠雲 役
- 俳優 亀岡拓次（2016年1月30日、日活） - 貝塚トオル 役[69]
- 桜ノ雨（2016年3月5日、AMGエンタテインメント） - 桜音ハル 役[70]
- サマーソング（2016年9月17日、クラスター） - まこと 役[71]
- 太陽を掴め（2016年12月24日、UNDERDOG FILMS） - タクマ 役[72]
- 南瓜とマヨネーズ（2017年11月11日公開、S・D・P） - 田中 役
- 増山超能力師事務所 〜激情版は恋の味〜（2018年3月31日公開、KATSU-do） - 高原篤志 役[73]
- ドルメンX（2018年6月15日公開、KATSU-do） - イチイ 役 [21]
- チア男子!!（2019年5月10日公開、バンダイナムコアーツ・ポニーキャニオン） - 溝口渉 役[74]
- 見えない目撃者（2019年9月20日公開、東映） - 日下部翔 役[32]
- 劇場（2020年7月17日公開、吉本興業） - 田所 役[75]
- とんかつDJアゲ太郎（2020年10月30日、ワーナー・ブラザーズ） - 夏目球児 役
- 滑走路（2020年11月20日、KADOKAWA） - 鷹野 役[76][77]
- 心の傷を癒すということ　劇場版（2021年1月29日、GAGA） - 北林史也 役
- 犬部!（2021年7月22日公開、KADOKAWA） - 秋田智彦 役[78]
- プリテンダーズ（2021年10月16日、ガイエ） - タムラ 役
- あなたの番です 劇場版（2021年12月10日、東宝） - 神谷将人 役[79]
- チェリまほ THE MOVIE〜30歳まで童貞だと魔法使いになれるらしい〜（2022年4月8日、アスミック・エース） - 柘植将人 役[80][81]
- ひとりぼっちじゃない（2023年3月10日、パルコ）[82]
- サイド バイ サイド 隣にいる人（2023年4月14日、ハピネットファントム・スタジオ） - 草鹿 役[83]
- シェアの法則（2023年10月14日、ガチンコ・フィルム） - 春山隆志 役[84]
- 十一人の賊軍（2024年11月1日、東映）- 岩村精一郎 役[85]
- 今日の空が一番好き、とまだ言えない僕は（2025年4月25日、日活） - さっちゃんの父 役[86][87]
- はらむひとびと（2025年7月11日） - 真山俊介 役[88][89]

### 舞台
- ATEAM GROUP プロデュース舞台公演vol.2 シアターグリーン『テガミ』（2008年11月19日 - 24日） - バンピ 役[90]
- シアターグリーン BIG TREE THEATER『さよならエンジェル』（2009年5月1日 - 5日）
- 相鉄本多劇場『レモンドロップス』（2009年10月8日 - 18日）
- Zero Project Produce ミュージカル シアターサンモール『トゥルークリスマス〜奇跡のおまじないジングルジングラ〜』（2009年12月23日 - 27日）
- IOHプロデュース シアター711『天使の涙〜竜眼堂物語VOL1〜』（2010年2月3日 - 14日）
- 劇団たいしゅう小説家 Present's 東京芸術劇場小ホール2 『キマズゲ〜愛のことば〜』（2010年4月29日 - 5月5日）
- Air studio produce　天王洲 銀河劇場 『MOTHERマザー〜特攻の母 鳥濱トメ物語〜』（2010年5月26日 - 5月30日）
- 『広島に原爆を落とす日』（2010年8月6日 - 22日・27日 - 29日）
- 『タンブリング』vol.3（2012年8月8日 - 12日）
- なかやざき『フランダースの負け犬』（2014年7月10日 - 21日）
- AZUMI 幕末編（2015年9月11日 - 24日、新国立劇場中ホール） - 坂本龍馬 役[91]
- 中村仲蔵 〜歌舞伎王国 下剋上異聞〜（2024年2月6日 - 25日、東京建物 Brillia HALL / 2月29日 - 3月1日、広島文化学園HBGホール / 3月7日 - 10日、御園座 / 3月15日 - 17日、東京エレクトロンホール宮城 / 3月22日 - 24日、キャナルシティ劇場 / 3月27日 - 31日、SkyシアターMBS / 2025年9月13日 - 21日〈予定〉、上海交通銀行前滩31文化芸能センター・大劇場） - 中村伝蔵 役[92][93]
- Bunkamura Production 2025『泣くロミオと怒るジュリエット2025』（2025年7月6日 - 28日、THEATER MILANO-Za / 8月2日 - 11日、森ノ宮ピロティホール）- ベンヴォーリオ役[94]

### CM・広告
- トンボ『トンボ学生服』オリーブ・デ・オリーブ（2009年）
- ABCマート「PUMA NRGY STAR BOLD HEATHERKNIT」（2019年） - イメージモデル[95]

### ドキュメンタリー
- 輝きYELL!#89 俳優・浅香航大（2015年6月20日、日本テレビ）
- NHKスペシャル「東京ブラックホールIII 1989-1990 魅惑と罪のバブルの宮殿」（2022年5月1日、NHK総合） - ワタル 役[96]

### ネット配信
バラエティ
- 私たち結婚しました2（2021年11月26日 - 2022年2月4日）

映画
- 世田谷ラブストーリー（2015年1月）
- きょうのできごと a day in the home（2020年4月）

ドラマ
- アイアムアヒーロー はじまりの日（2016年4月 - 配信、dTV） - 医師・石川 役
- 会社は学校じゃねぇんだよ（2018年4月21日 - 6月9日、AbemaTV） - 谷山竜彦 役
- 僕はまだ君を愛さないことができる（2019年7月15日 - 配信、FOD） - 水沢竜星 役
- Huluオリジナルドラマ『THE LIMIT』 第6話「高速夜行バス」（2021年4月9日 - 配信、Hulu） - 鎌田健吾 役
- 酒癖50（2021年7月15日 - 8月19日、ABEMA SPECIAL） - 青田勢 役
- 夢で見たあの子のために（2023年8月29日 - 配信、Lemino） - 加東政宗 役
- 恋愛バトルロワイヤル（2024年8月29日、Netflix） - 真木悠人 役
- ドンケツ（2025年4月25日 - 配信、DMM TV） - 麻生洋助 役

### ラジオ
- 岡田惠和 今宵、ロックバーで〜ドラマな人々の音楽談義〜 第199回（2016年6月25日、NHK-FM）[107]
- 稲村ジェーン2021 〜それぞれの夏〜（2021年8月23日 - 26日、ニッポン放送 / 2021年8月29日、TOKYO FM・JFN） - カッチャン 役[108]
- FMシアター「私の人生は喜ばれない」（2022年1月29日、NHK-FM） - 慎之介 役[109]

## 作品

### 写真集
- Voyage〜浅香航大16歳〜（2009年4月30日、スタジオワープ）撮影：ハービー・山口

### 配信限定シングル
- 参上!!ドルメンX ドルメンX（隊長、イチイ、ニイ、サイ）名義（2018年3月28日）